# سارة سيدي
سارة سيدي (من مواليد 5 سبتمبر 1977 في طهران ) هي ممثلة إيرانية. شاركت بأعمال تمثيلية عديدة في الولايات المتحدة.